# Gordon Dickson
Gordon Dickson (Gordon Elford „Gord“ Dickson; * 2. Januar 1932 in Calgary; † 19. Januar 2015) war ein kanadischer Langstreckenläufer, der sich auf den Marathon spezialisiert hatte.
1955 wurde er in 2:31:51 h Kanadischer Meister. 1956 wurde er Siebter beim Boston-Marathon, und 1957 siegte er erneut bei der Kanadischen Meisterschaft.
Im Jahr darauf verteidigte er seinen nationalen Meistertitel in 2:21:51 h und wurde bei den British Empire and Commonwealth Games 1958 in Cardiff Fünfter in 2:28:43 h.
1959 wurde er Dritter in Boston und Kanadischer Marathonmeister. Bei den Panamerikanischen Spielen in Chicago gewann er Bronze im Marathon und wurde Fünfter über 10.000 m.
Mit seinem vierten nationalen Titel in Folge qualifizierte er sich für die Olympischen Spiele 1960 in Rom, bei denen er in 2:38:46 h auf dem 55. Platz einlief. Beim Košice-Marathon wurde er Sechster.
1962 wurde er erneut Kanadischer Marathonmeister und kam bei den British Empire and Commonwealth Games in Perth auf den zwölften Platz. 1964 errang er seinen sechsten nationalen Titel im Marathon.
1958 wurde er Kanadischer Meister über sechs Meilen, 1956, 1958 und 1959 im Crosslauf. Fünfmal siegte er beim Around the Bay Road Race (1956–1959, 1964).

## Persönliche Bestzeiten
- 10.000 m: 31:18,6 min, 28. August 1959, Chicago
- Marathon: 2:21:51 h, 24. Mai 1958, Hamilton